# وانج في (لاعبة كرة قدم)
وانج في (باللغة الصينية مبسطة: 王飞 ، باللغة الصينية تقليدية: 王飛 ،بالبينيينة: Wáng Fēi) هي حارسة مرمى صينية تلعب في فريق بايرن ميونخ للسيدات وكذلك في منتخب الصين الوطني لكرة القدم للنساء. وُلدت وانج في الثاني والعشرين من شهر مارس (أذار) لعام 1990.

## المسيرة الكروية
بعد اللعب لصالح العديد من الأندية الصينية وقعت وانج في في شهر ديسمبر (كانون الأول) 2014 مع النادي الألماني تروبين بوستدام (Turbine Potsdam) للعب في الدوري الألماني لكرة القدم للسيدات، حيث أصبحت أول لاعبة كرة قدم صينية على الإطلاق تلعب في الدوري الألماني لكرة القدم للسيدات. وقد أثنى بياند شغودا المدير المخضرم لنادي تروبين بوستدام على أثر وانج في وقارنها مع حارسة المرمى الألمانية الكبيرة نادين آنجرير وعلى الرغم من ذللك فعلى غير توقع أختار شغودا حارسة المرمى أنا فليكاتس زاهولتس لنهائيات كأس اتحاد الكرة الألمانية لعام 2015 (DFB-Pokal) وانتهت بالخسارة ضد نادي فولفسبورغ للسيدات وكانت النتيجة ثلاثة أهداف مقابل لا شيء.
في سبتمبر (أيلول) 2015 انتقلت وانج في إلى نادي أولمبيك ليون لكرة القدم للسيدات في الدوري الفرنسي للرجة الأولى.
و على الرغم من انتهاء عقدها مع النادي في يناير (كانون الثاني) لعام 2016 طالب النادي بعودتها عندما أُصيبت ميلين جيرارد.
.
في السابع عشر من شهر يناير (كانون الثاني) لعام 2016 انتقلت وانج للعلب لصالح نادي داليان كوانجيان في دوري السوبر الصيني لكرة القدم للسيدات، وفي ديسمبر (كانون الأول) انتقلت إلى بايرن ميونخ للسيدات حيث مضت وانج على عقد مدته 18 شهرًامع النادي البفاري ويبدأ العقد في يناير (كانون الثاني) 2018.

## المسيرة الدولية
لعبت وامج في في يطولة كرة القدم للجامعات للسيدات في صيف 2011 وكان من المعتاد فوزها بالفائزة بالميدالية الصينية الذهبية للجري. وفي الرابع والعشرين من نوفمبر (تشرين الثاني) 2012 كان أول ظهور لوانج في مع منتخب الصين الوطني لكرة القدم للنساء من خلال مباراة ضد أستراليا في كأس شرق آسيا لكرة القدم للسيدات والتي انتهت بالفوز بهدفين مقابل هدف.
كما أن وانج كانت ضمن تشكيلة الفريق الصيني في بطولة كأس العالم لكرة القدم للسيدات 2015 ، وخلال المباريات وصفت الفيفا وانج في بأنها لاعبة طويلة ورشيقة وواحدة من أفضل «اللاعبات الصينيات المدهشات» في تقدم الفريق حتى خروج الفريق المغلوب. وهذا كان بالرغم من لعباها على الرغم من ألام اصابتها في الكتف أثناء مباراة ضد هولاندا في الحادي عشر من يونيو (حزيران) لعام 2015 والتي انتهت بالفوز بهدف مقابل لا شيء.
في فبراير (شُباط) عام 2016 تقاعدت وانج في من اللعب للصين وذلك بعد دخولها في مواجهات عديدة مع المدير برونو بيني ونتيجة لذلك لم تدرج للفريق الوطني. ولكن في فبراير (شُباط) 2018 تم ادراجها ضمن تشكيلة الفريق من أجل بطولة كأس الغارفي.
لعام 2018 .

## التكريمات

### الأندية
نادي داليان كوانجيان (Dalian Quanjian)
- دوري السوبر الصيني للسيدات: 2016

### دوليًا
- بطولة كرة القدم للجامعات: 2011
- بطولة الولايات الأربعة لكرة القدم للسيدات (Four Nations Tournament (women's football)): 2014، 2016

## وصلات خارجية
- وانج في على موقع الاتحاد الدولي (مؤرشف)  (الإنجليزية)
- وانج في على موقع الاتحاد الأوربي (الإنجليزية)
- وانج في على موقع قاعدة بيانات كرة القدم.إي يو (الإنجليزية)
- وانج في على موقع عالم كرة القدم.نت (الإنجليزية)
- وانج في على موقع اللجنة الأولمبية الصينية (الإنجليزية)
- (بالألمانية)

صفحة وانج في على موقع نادي تروبيني بوستدام
- صفحة وانج في على موقع الفيفا (بالغة الإنجليزية)